# Mogeiro (ort)
Mogeiro är en ort i Brasilien.   Den ligger i kommunen Mogeiro och delstaten Paraíba, i den östra delen av landet, 1 700 km nordost om huvudstaden Brasília. Mogeiro ligger 119 meter över havet och antalet invånare är 4 767.
Terrängen runt Mogeiro är platt åt sydost, men åt nordväst är den kuperad. Närmaste större samhälle är Itabaiana, 16,5 km öster om Mogeiro.
Omgivningarna runt Mogeiro är huvudsakligen savann. Runt Mogeiro är det ganska tätbefolkat, med 67 invånare per kvadratkilometer.